# 지도초등학교 동천분교
지도초등학교 동천분교는 대한민국 전라남도 신안군에 있었던 공립 초등학교이다.

## 학교 연혁
- 1943년 5월 10일: 지도동국민학교 개교
- 1967년 4월 1일: 도서벽지학교 '을'급 지정
- 1982년 3월 1일: 도서벽지학교 지정 해제
- 1982년 10월 1일: 도서벽지학교 '병'급으로 재지정
- 1986년 1월 1일: 도서벽지학교 '라'급 조정
- 1996년 3월 1일: 지도동초등학교 개칭
- 1999년 9월 1일: 지도초등학교 동천분교장 격하 편입
- 2012년 3월 1일: 폐교 및 지도초등학교 통폐합

## 참고 자료
- 지도초등학교동천분교장 - 한국교육학술정보원 학교알리미